# Psykiater
En psykiater (af græsk ψυχή psykhḗ "liv, sjæl" og ἰατρός iatrós "læge") er en speciallæge i psykiatri.
En psykiater behandler patienter med psykiske sygdomme – psykoser (sindssygdomme), personlighedsforstyrrelser og langvarige kriser, herunder stof- og/eller alkoholmisbrug. Behandlingen kan bestå af psykofarmaka, elektrochock (ECT) og psykoterapi.
Ud over at psykiatere er ansat ved sygehusvæsenet, kan de også være privatpraktiserende under den offentlige sygesikringsordning.
I 2005 var der i Danmark ca. 760 speciallæger i psykiatri. De 150 var privatpraktiserende i 2008. 